# 제미니 12호
제미니 12호(영어: Gemini 12)는 미국의 유인 우주 비행 계획인 제미니 계획의 일환으로 1966년 11월 11일에 발사된 유인 우주선이다. 사람이 탑승한 제미니 우주선으로서는 10번째이며 (제미니 1호와 제미니 2호는 무인 임무였다), 미국의 18번째 유인 우주 비행이었으며, 고도 100KM를 돌파한 X-15 비행까지 포함하면 인류의 26번째 우주 비행이다. 제미니 7호의 베테랑인 잠 러벨을 선장으로 둔 제미니 12호는 당시 신인이었던 에드윈 "버즈" 올드린의 세 번에 걸친 우주 유영을 포함했으며 총 5시간 30분에 걸친 임무였다. 제미니 12호는 아제나 표적기와 5번째로 랑데부하고 4번째로 도킹한 우주선이다.
제미니 12호는 우주에서 사람들이 효과적으로 활동할 수 있다는 것을 증명해 제미니 계획을 성공적으로 끝마쳤다. 제미니 계획은 1960년대 후반까지 사람을 달에 보내는 것을 목표로 둔 아폴로 계획에 결정적인 영향을 미쳤다.

## 승무원
- J.A.러벨 - 선장 - 2번째 우주비행
- E.E.올드린 - 파일럿 - 1번째 우주비행

## 개요
제미니 12호의 목적은, 달 비행 계획을 위한 기술 개발의 일환으로서 궤도상에서의 랑데부 및 도킹, 그리고 선외 활동(우주 유영)이었다. 발사 98분 반 전에 발사된 아제나 12호와 도킹한 후 궤도를 740 km까지 올린 다음, 300 km의 진원형(眞圓形)으로 회복시켰다. E.E.올드린 비행사는 모두 5시간 반 동안 우주유영을 하였다.

## 같이 보기
- 1966년 11월 12일 일식
- 우주복